# Helga Karin Hiersemenzel
Helga Karin Hiersemenzel (* 6. August 1943 in Lindau; † 10. Juli 2023 in München) war eine deutsche Politikerin der FDP.

## Werdegang
Hiersemenzel besuchte die katholische Volksschule Lindau-Aeschach und das Mädchenrealgymnasium Lindau, wo sie ihr Abitur machte. Sie studierte Germanistik, Anglistik und Philosophie an der Ludwig-Maximilians-Universität München und in London. Sie machte das 1. Staatsexamen für das Lehramt an höheren Schulen und das 2. Staatsexamen am Albrecht-Altdorfer-Gymnasium in Regensburg. Ab 1971 war sie, unterbrochen durch eine fünfjährige Familienphase, im Schuldienst tätig und Oberstudienrätin.
1973 wurde Hiersemenzel Mitglied der FDP. Dort war sie stellvertretende Vorsitzende des Stadtverbands Münchens, bildungspolitische Sprecherin, stellvertretende Vorsitzende des Landesfachausschusses Jugend, Bildung und Wissenschaft und Mitglied im Bundesfachausschuss Bildung, Wissenschaft und Kultur. Von 1990 bis 1994 war sie Mitglied des Bayerischen Landtages.